# Айше Османоглу
Хамиде Айше султан (на турски: Hamide Ayşe Sultan;31 октомври 1887, Истанбул – 10 август 1960 г., Истанбул) е дъщеря на турския султан Абдул Хамид II от осмата му жена Мюшфики Кадън ефенди; авторка на книгата „Баща ми – султан Абдулхамид“.

## Биография
Айше е родена на 31 октомври 1887 г. в двореца Йълдъз в Истанбул в семейството на турския султан Абдул Хамид II. Нейната майка е осмата жена на султана – черкезката Мюшфика. Абдул Хамид е много щастлив от раждането на момичето и подарява скъпоценна брошка на Филюрие калфе, донесла новината за раждането на дъщеря му, и 300 лири на Ебезаде Камил ханъм, бивша акушерка при раждането на Айше. Освен това са изпратени дарове и на доктор Триандафилидис, специалист по женски болести по това време, който преглежда майката на момичето всяка седмица по време на бременността. Айше султан е родена здраво дете с тегло 3,5 kg. Още преди раждането на дъщеря си, Абдул Хамид решава да нарече детето Айше, ако е момиче, и Муса, ако е момче. Два дни след раждането е кръщенето на Айше.
Айше няма едноутробни братя и сестри, но е осмата от тринадесет дъщери и петнадесетото от двадесет и едно деца на Абдул Хамид. Най-близка Айше е със сестра си Шадие, която е по-възрастна с година. Сестрите се сближават още повече, когато през 1909 г. султанското семейство се оказва под арест във вила Алатини в Солун след свалянето на Абдул Хамид II, който умира през 1918 година. През 1910 г. Айше заедно с Шадие се завръща в Истанбул, където през декември 1910 г. Шадие се омъжва. Самата Айше се омъжва на 9 август 1910 или 1911 г. в двореца Бебек за Ахмед Нами, с когото имат три деца. Бракът на Айше продължава около осем години и завършва с развод през 1919 година. Две години по-късно, на 3 април 1921 г. в двореца Нишанташъ, Айше се омъжва отново: неин избраник става Мехмет Али Рауф, син на един от пашите и с когото тя има един син.
След премахването на султаната е издаден „Закон № 431“ от 3 март 1924 г., според който всички преки членове на династията попадат в списъците за принудително депортиране. Айше със съпруга си и децата си се премества в Париж, където прекарва 28 години. Тук през 1937 г. Айше овдовява. Майката на Айше, Мюшфика Кадън ефенди, не е принудена да напусне страната, тъй като е страничен член на династията. Майката и дъщерята се срещат едва през 1952 г., когато в Турция е обявена амнистия за османските принцеси и на Айше е позволено да се завърне в родината си. Айше се установява в дома на майка си в Серенджибее, където и умира на 10 август 1960 година. Тя е погребана в имперското тюрбе в гробището на дервишкия конвент Яхи ефенди. Майката Айше преживява още само година и е погребана до дъщеря си.

### Мемоари
След завръщането си в Турция Айше взима фамилията Османоглу (буквално „потомък на Осман“) и започва да пише мемоари за живота на султанското семейство. Мемоарите, част от които представляват спомени на самата Айше, а друга част – на майка ѝ, са завършени през 1955 г. За първи път те са публикувани под формата на серия публикации в популярния турски вестник „Hayat“ в края на 1950-те години; серията представлява кратки глави с обяснения, при това понякога не и в хронологичен ред. Публикациите във вестника привличат вниманието на обществеността към родителите на Айше и затова, когато през 1960 година от издателството на „Selçuk Yayınları“ идва предложение за публикуване на мемоарите си под формата на книга, Айше решава да я наричат „Баща ми – султан Абдулхамид“ (на турски: Babam Sultan Abdülhamid). В книгата Айше изразява своята гледна точка за Абдул Хамид като свой баща и като човек; тъй като личният живот на султаните традиционно е тайна за широката публика, книгата на Айше се превръща в основен източник на информация за личния живот и семейството на баща ѝ.

## Потомство
От брака ѝ с Ахмед Нами (1873 – 1962):
- Омер Ахмед Нами (4 ноември 1911 – 17 март 1993)
- Алие Намие Ханъм султан (1 февруари – 9 април 1913)
- Осман Нами Османоглу (13 януари 1918 – 15 юли 2010)

От брака с Мехмет Али Рауф :
- Абдулхамид Рауф (октомври 1921 г. – на 11 март 1981)